# ابراهیم ضرابی
سلطان (سروان) ابراهیم‌خان کاشی صاحب منصب سوارنظام بود. بعد از کودتا با درجه یاوری (سرگردی) فرمانده گردان لشکر اول مرکز شد. در جنگهای لرستان رشادت از خود بروز داد و نشان ذوالفقار گرفت. پس از بازگشت از مأموریت لرستان با درجه سرهنگی فرمانده هنگ سوار شد. پس از قیام لهاک‌خان با یک گردان به بجنورد رفته بدون زد و خورد شهر را تصرف کرد. در شورش عشایری فارس از افسران فعال و شجاع بود. بعد نام خانوادگی ضرابی را برای خود انتخاب کرد. بعد از شهریور ۱۳۲۰ و تشکیل ادارهٔ امنیه فرمانده ناحیه جنوب و خوزستان شد و درجه سرتیپی و سرلشکری گرفت و به فرماندهی لشکر لرستان، لشکر سوار تهران و لشکر آذربایجان منصوب شد. در حملهٔ ارتش به آذربایجان فرماندهی داشت. دو نوبت رئیس شهربانی شد و به سال ۱۳۵۴ درگذشت.

## منبع
- دکتر باقر عاقلی (۱۳۸۶)، رضاشاه و قشون متحدالشکل، تهران: نشر نامک، شابک ۹۶۴-۶۸۹۵-۰۵-۰، ص ۲-۶۸۱